# Geoffrey Lembet
Geoffrey Didace Lembet (* 23. September 1988 in Villeneuve-Saint-Georges) ist ein zentralafrikanisch-französischer Fußballtorwart.

## Karriere

### Verein
Lembet wechselte 2008 mit 18 Jahren vom Verein ES Viry-Châtillon aus der Umgebung der französischen Hauptstadt Paris zur Reserve des damaligen Zweitligisten CS Sedan. Bei diesem wurde der Spieler zentralafrikanischer Abstammung im Sommer 2009 zwar in die erste Mannschaft aufgenommen, kam jedoch zunächst nicht zum Einsatz. Für diese gelang ihm kurz vor seinem 23. Geburtstag dennoch sein Zweitligadebüt, als er am 16. September 2011 bei einer Partie gegen den Le Havre AC in der 57. Minute Stammtorwart Ulrich Ramé ersetzte. Bei dem 3:0-Erfolg blieb er ohne Gegentor. Im Verlauf der Spielzeit stand er sechs weitere Male im Tor, musste sich danach aber wieder mit der Rolle des Reservisten begnügen. 2013 musste er den Zwangsabstieg von Sedan in die fünfte Liga hinnehmen, wodurch sein Vertrag verfiel. Einen Profivertrag bei einem anderen Klub erhielt er zunächst nicht, konnte dann aber im Dezember 2013 im Zweitligisten AJ Auxerre einen neuen Arbeitgeber finden. Bei diesem war er anschließend als Ersatztorwart vorgesehen, ehe er in der Rückrunde der Spielzeit 2014/15 den bisherigen ersten Torwart Donovan Léon von seinem Posten verdrängen konnte. Im nachfolgenden Sommer verpflichtete Auxerre mit Zacharie Boucher allerdings einen neuen Keeper, der Lembet wieder von dieser Rolle verdrängte. Zur Saison 2016/17 wechselte Lembet dann weiter zum Ligarivalen Red Star Paris und kam dort in einem Jahr auf 19 Ligaeinsätze, ehe er anschließend zu Stade Laval ging. Dort kam Lembet allerdings nur zu zwei Partien in der Reservemannschaft und so schloss er sich nach kurzer Vereinslosigkeit im Januar 2019 wieder seinem ehemaligen Verein, dem Viertligisten CS Sedan an. 2021 stieg er mit dem Verein dann in die Drittklassigkeit auf. Im Sommer 2023 wechselte der Spieler zu Stade Rennes.

### Nationalmannschaft
Zu einem Zeitpunkt, als Lembet im Profikader des CS Sedan stand, allerdings noch auf Einsätze in der ersten Mannschaft warten musste, wurde er im Jahr 2010 erstmals in die Nationalmannschaft der Zentralafrikanischen Republik berufen, für die er dank seiner Abstammung aus diesem Land spielberechtigt ist. Seine erste Partie im Trikot seines Heimatlandes bestritt der Torwart, als er am 4. September 2010 bei einem 0:0 gegen Marokko auf dem Platz stand. In seiner zweiten Begegnung im folgenden Monat blieb er dank eines 2:0-Sieges gegen Algerien erneut ohne Gegentor, verpasste aber trotz dieses Erfolgs die Qualifikation zur Afrikameisterschaft 2012, die die beiden Spiele zum Ziel hatten. Seither wurde er regelmäßig für das Team berücksichtigt und nahm insbesondere verschiedenen Qualifikationsspielen teil. Bis zu seiner letzten Nominierung 2020 absolvierte der Torhüter insgesamt 36 Länderspiele für sein Land.